# Dichromodes disputata
Dichromodes disputata là một loài bướm đêm trong họ Geometridae.